# Me enamoré
"Me enamoré" é uma canção gravada pela artista musical colombiana Shakira. A música foi lançada como o segundo single para antecipar o décimo primeiro álbum de estúdio de Shakira, El dorado, em 11 de abril de 2017 pela Ace Entertainment e Sony Music Latin. A canção foi escrita por Shakira e Rayito, que também produziu a canção ao longo da co-produção de Rude Boyz, Kevin ADG e A.C.

## Antecedentes e lançamento
Shakira lançou uma prévia da canção horas antes de seu lançamento enviando cartões postais personalizados para alguns fãs, onde ela aparece deitada em um tronco de uma árvore. "[Estou] muito feliz em compartilhar com todos vocês meu novo single 'Me enamoré'. Esta canção narra um momento de minha vida quando eu estava tão apaixonada que eu estava literalmente escalando árvores".

## Composição
'Me Enamoré' conta a história de quando a colombiana se apaixonou por seu atual parceiro Gerard Piqué, que conheceu em 2010 no set do videoclipe para Waka Waka (This Time For Africa), a música oficial da Copa do Mundo da FIFA 2010.

## Vídeo clipe
Um vídeo contendo a letra da canção foi lançado no mesmo dia de lançamento da canção no canal da Vevo  de Shakira. Dirigido por James Zwadlo, ele apresenta as palavras em espanhol em imagens pintadas em aquarela, presumivelmente para as pessoas que não falam espanhol para entender a canção.

## Performance comercial
Na França, "Me Enamoré" estreou no número 72 em 14 de abril de 2017, chegando ao número 41 após o lançamento de seu videoclipe e eventualmente, atingindo o pico de número 13 após o lançamento de El Dorado. Nos Estados Unidos, a música estreou no número 100 no Billboard Hot 100, onde mais tarde atingiu o número 83 e o número 11 no gráfico de Hot Latin Songs, onde atingiu o número cinco após o lançamento do videoclipe e atingiu o pico de número quatro, após o lançamento do álbum. "Me Enamoré" atingiu o número três na Espanha e foi certificado de duas vezes platina por exceder as vendas de 80 mil cópias no país.

## Performances ao vivo
Shakira performou "Me Enamoré", na sexta temporada da versão francesa do programa The Voice, em junho de 2017. Ela também cantou com o vocalista principal do Coldplay, Chris Martin no Global Citizen Festival Hamburg em 6 de julho de 2017.

## Créditos
Créditos adaptados do Tidal e Qobuz.
- Shakira – vocais, compositora, produtora
- Antonio Rayo Gibo – compositor , produtor
- A.C. - co-produtor
- Kevin ADG – co-produtor
- Chan "El Genio" (Rude Boyz) – produtor
- Dave Clauss – engenheiro de mixagem, engenheirode gravação
- Adam Ayan – engenheiro de masterização
- Carlos Hernandez Carbonell – engenheiro de gravação

## Desempenho nas tabelas musicais

### Paradas semanais
| Chart (2017)                                    | Maior posição |
| ----------------------------------------------- | ------------- |
| América latina (Monitor Latino)                 | 3             |
| Argentina (Monitor Latino)                      | 3             |
| Bélgica (Ultratop 50 da Valônia)                | 17            |
| Bélgica (Ultratop 50 de Flandres)               | 28            |
| Colômbia (National-Report)                      | 11            |
| Chile (Monitor Latino)                          | 2             |
| Escócia (Scottish Singles Chart)                | 76            |
| Equador (Monitor Latino)                        | 12            |
| Espanha (PROMUSICAE)                            | 3             |
| Estados Unidos (Billboard Hot 100)              | 83            |
| Estados Unidos (Billboard Hot Latin Songs)      | 4             |
| Estados Unidos (Billboard Hot Latin Airplay)    | 2             |
| Estados Unidos (Billboard Latin Pop Airplay)    | 1             |
| Finlândia (Latauslista Download)                | 27            |
| Guatemala (Monitor Latino)                      | 2             |
| França (SNEP)                                   | 13            |
| México (Billboard Mexico Airplay)               | 3             |
| México (Billboard Spanish Airplay)              | 1             |
| México (Monitor Latino)                         | 4             |
| México (Monitor Latino Pop Songs)               | 1             |
| Panamá (Monitor Latino)                         | 5             |
| Peru (Monitor Latino)                           | 9             |
| Polónia (Polish Airplay Top 100)                | 1             |
| Polónia (Dance Top 50)                          | 2             |
| Portugal (AFP)                                  | 50            |
| Reino Unido (OCC)                               | 85            |
| República Dominicana (Monitor Latino)           | 19            |
| República Dominicana (Monitor Latino Pop Songs) | 3             |
| Suíça (Schweizer Hitparade)                     | 32            |
| Suíça (Romandie)                                | 5             |
| Uruguai (Monitor Latino)                        | 2             |
| Venezuela (National-Report)                     | 27            |

### Paradas de fim de ano
| Chart (2017)                    | Posição |
| ------------------------------- | ------- |
| Argentina (Monitor Latino)      | 10      |
| Bélgica (Ultratop Wallonia)     | 66      |
| EUA (Billboard Hot Latin Songs) | 11      |
| EUA (Billboard Latin Pop Songs) | 3       |
| Chart (2018)                    | Posição |
| Argentina (Monitor Latino)      | 78      |
| Romênia (Airplay 100)           | 78      |

## Certificação
| Brasil (PMB) | 2× Platina | 80,000‡  |
| Espanha (PROMUSICAE) | 3× Platina | 120,000‡ |
| França (SNEP) | Ouro       | 75,000‡  |
| Itália (FIMI) | Ouro       | 250,000‡ |
| México (AMPROFON) | 4× Platina | 270,000‡ |
| Polónia (ZPAV) | Ouro       | 10,000‡  |
| Suíça (IFPI Schweiz) | Platina    | 30,000‡  |
| * Número de vendas definido com base apenas no nível de certificação. ^ Número de embarques definido com base apenas no nível de certificação. ‡vendas+streaming definido com base apenas no nível de certificação. |            |          |

## Histórico de lançamento
| Região | Data                | Formato                           | Gravadora                    | Ref.   |
| ------ | ------------------- | --------------------------------- | ---------------------------- | ------ |
| Mundo  | 7 de abril de 2017  | Download digital                  | Sony Music Ace Entertainment | [ 52 ] |
| Itália | 21 de abril de 2017 | Rádios de sucessos contemporâneos | Sony Music                   | [ 53 ] |